# 5735 Loripaul
Az 5735 Loripaul (ideiglenes jelöléssel 1989 LM) a Naprendszer kisbolygóövében található aszteroida. Eleanor F. Helin fedezte fel 1989. június 4-én.